# Ethel Cain (Zeitansagerin)
Ethel May Cain, auch bekannt als Jane Cain (* 1. Mai 1909; † 19. September 1996) war eine britische Zeitansagerin und Filmschauspielerin.
Ethel Cain gewann 1935 im Alter von 26 Jahren einen Wettbewerb, in dem Telefonistinnen um die Auszeichnung als „Golden Voice“ für die Zeitansage des UK Speaking Clock Service konkurrierten. Von 1936 bis zum 8. Mai 1963 wurden die Aufnahmen ihrer Stimme für die Zeitansage genutzt. Ihre Nachfolger in diesem Amt waren Pat Simmons, Brian Cobby, Sara Medes da Costa und kurzfristig auch Lenny Henry und Alicia Roland.

## Leben
Ethel Cain lebte bei ihren Eltern in 108 Mitcham Road im Londoner Stadtteil West Croydon und arbeitete zunächst in einer Bibliothek, dann im Victoria Telephone Exchange, wo bis 1939 alle Gespräche von Hand vermittelt wurden, ehe sie an dem von Stephen Tallents initiierten Wettbewerb um die Beschäftigung als Zeitansagerin teilnahm. Sie qualifizierte sich bei der Endausscheidung am 21. Juni 1935 im GPO-Hauptquartier in St Martins-le-Grand unter anderem durch das Vorlesen des Gedichtes L'Allegro von John Milton. Zu den Juroren gehörten Stuart Hibbert von der BBC, Dame Sybil Thorndike, John Masefield, der die Tests für die Wettbewerbsteilnehmer entworfen hatte, und der Zeitungsmagnat Lord Iliffe sowie die „perfekte Telefonkundin“ Rita Atkinson. Von ursprünglich 15 000 Kandidatinnen gelangten neun in die Endausscheidung, die unter anderem von Mitarbeitern der Pathé Gazette gefilmt wurde. Nach der Preisverleihung folgte ein Festessen und eine Vorstellung der Siegerin im damaligen Prince of Wales Theatre; am 4. Juli 1935 wurden die 79 Aufnahmen der verschiedenen Sätze, die für die Zeitansage benötigt wurden, durchgeführt. Ethel Cains Stimme wurde auf Glasplatten festgehalten, wie man es zu dieser Zeit auch bei Tonaufnahmen für Filme praktizierte.
Am 24. Juni 1936 nahm TIM, die automatische Zeitansage, ihren Dienst auf. Damit war eine neue Epoche der Zeitvermittlung angebrochen: John Pond hatte 1833 den ersten Zeitverkündigungsservice in Greenwich eingerichtet, ab 1836 hatte John Belville, der Vater von Ruth Belville, auf Befehl John Airys entsprechende Dienste aufgenommen. Nun konnten 200 Anrufer zugleich die exakte Uhrzeit erfahren, da das termingerechte Abspielen der Aufnahmen durch das Royal Observatory gesteuert wurde. Im ersten Jahr seines Bestehens verzeichnete TIM fast 20 Millionen Anrufe, obwohl es zu dieser Zeit erst in London erreichbar war. Dennoch war TIM nicht die erste telefonische Zeitansage Englands. Im Jahr 1912 hatte die Standard Time Company bereits das Angebot, telefonisch die Uhrzeit zu verkünden, publiziert, und Ruth Belville hatte während des Ersten Weltkriegs zeitweise auch telefonische Dienste angeboten.
Ethel Cain wurde durch den Wettbewerb bekannt. Es gab Zigarettensammelbilder mit ihrem Porträt und im Post Office Magazine wurde ihre Schönheit gepriesen. Reich wurde sie durch den Titel der „Golden Voice“ allerdings nicht; sie erhielt nur zehn Guineen für ihre Bemühungen. Ethel Cain, die bereits in ihrer Jugend an Theateraufführungen teilgenommen hatte, begann nun eine Karriere als Filmstar. Unter dem Namen Jane Cain spielte sie in der Columbia-Produktion Vanity von 1935. Dies sollte allerdings der einzige Film bleiben, in dem sie eine tragende Rolle hatte. Ethel Cain arbeitete später offenbar wieder als Telefonistin und heiratete schließlich einen Mr. Bailey. In einem Werbefilm der GPO mit dem Titel At the Third Stroke findet ein ermüdeter und von seiner Frau enttäuschter Telefonkunde Trost in Ethel Cains Stimme. Tatsächlich gab es offenbar zahlreiche Anrufer beim Zeitservice, die weniger an der exakten Uhrzeit als an Ethel Cains Stimme interessiert waren.